# Грузинская православная церковь
Грузи́нская правосла́вная це́рковь (официальное название: Грузинская апостольская автокефальная православная церковь, груз. საქართველოს სამოციქულო ავტოკეფალური მართლმადიდებელი ეკლესია) — автокефальная поместная православная церковь, имеющая шестое место в диптихах славянских поместных церквей и девятое в диптихах греческих церквей. Одна из древнейших христианских церквей мира.
Согласно Уставу ГПЦ от 1995 года, юрисдикция ГПЦ распространяется на всю территорию Грузии, включая (номинально) территории частично признанных Абхазии и Южной Осетии, православных христиан, живущих в Армении, а также православных грузин, живущих за пределами Грузии и не подлежащих юрисдикции иной поместной православной церкви или желающих быть в юрисдикции ГПЦ.
По преданию, Иверия — апостольский жребий Божьей Матери. Первым грузинским архиереем считается апостол Андрей Первозванный, заложивший основу ГПЦ, создав в I веке первую апостольскую кафедру на территории Грузии. В 326 году трудами святой равноапостольной Нины, крестившей Иверию, христианство стало государственной религией Грузии.
Несмотря на апостольское преемство и изначальную независимость ГПЦ организационно некоторое время находилась в пределах Антиохийской церкви.
История получения Грузинской церковью автокефалии не ясна. Явочным порядком определённая степень независимости (неформальная автономия) была получена при царе Иберии Вахтанге Горгасали в конце V века. На основе косвенных данных, первым католикосом-патриархом единой ГПЦ называют Иоанна Окропири (980—1001). С начала XIX века, вследствие вхождения территории нынешней Грузии в состав Российской империи (1801), автокефалия Грузинской церкви была упразднена и она существовала как часть Российской церкви в виде Грузинского экзархата до 1917 года, когда она была явочным порядком восстановлена. В 1943 году автокефалия церкви была признана Московским патриархатом, а 3 марта 1990 года — Константинопольским патриархатом.
Статья 9 Конституции Грузии гласит: «Государство признаёт исключительную роль Грузинской православной церкви в истории Грузии и вместе с тем провозглашает полную свободу религиозных убеждений и вероисповедания, независимость церкви от государства».

## История

### Апостольский период
Согласно грузинской истории, Грузия является апостольским жребием Божьей Матери.
По вознесении Господа на Небо, Апостолы с Мариам (Марией), Матерью Иисусовой, собрались в Сионскую горницу, где и ожидали пришествия обещанного Утешителя. Здесь Апостолы бросили жребий, куда кому идти с проповедью Слова Божия. Во время метания жребия Пресвятая Дева Мария сказала Апостолам:
«Желаю и Я принять вместе с вами жребий, чтобы и Мне иметь страну, которую изволит дать Мне Сам Бог».
Брошены были жребии, по которым Пресвятой Деве досталась в удел Иверия. Владычица с великой радостью приняла Свой удел и уже готова была туда идти со словом благовестия, как перед самым выступлением Её в путь явился Ей Господь Иисус и сказал: «Матерь Моя, не отвергну жребия Твоего и не оставлю народа Твоего без участия в небесном благе; но отправь вместо Себя Первозванного Андрея в удел Твой. И пошли с ним образ Твой, который изобразится приложением приготовленной на то доски к Твоему лицу. Образ тот будет заменять Тебя и послужит хранителем людей Твоих во веки». После этого божественного явления Пресвятая Дева Мария призвала к Себе святого апостола Андрея и передала ему слова Господни, на которые Апостол только ответил:
«Святая воля Сына Твоего и Твоя будет во веки».

Тогда Пресвятая умыла лицо Своё, потребовала доску, приложила её к Своему лицу, и на доске отразился образ Владычицы с Предвечным Сыном Её на руках.
Вскоре после этого события Апостол Андрей отправился проповедовать христианство. Сначала он пошёл на север от Иудеи, затем повернул на восток, достиг города Трапезунда, находившегося в тот период в пределах Эгриси (Западной Грузии), а после того, как проповедал там Евангелие, перешёл в пределы Иверии, в землю Аджарии.
Там апостол проповедью и творением чудес обратил множество людей в христианство и крестил их. По рассказу царевича Вахушти, сына царя Вахтанга V, на том месте, на котором Апостол Андрей поставил икону Божией Матери, открылся целебный источник. Поставив новообращенным христианам иереев и диаконов, построив храм в честь Божией Матери и установив церковный порядок, оставил их апостол.
Перед уходом святого Андрея из той земли новообращенные просили его оставить икону Божией Матери, но апостол не согласился на таковую просьбу, а велел сделать доску величиной как эта икона и принести ему. Когда доска была готова, он положил её на икону Божией Матери, и икона полностью изобразилась на доске. Апостол отдал христианам новый образ, который они поставили в своей новой церкви. Затем святой Андрей отправился в другие земли.
Перейдя через гору, называемую горой Железного Креста, и дзархийское ущелье, он вступил в пределы Самцхе и остановился в селении Заден-гора. Отсюда он отправился в город Ацкури, называвшийся в древности Сосангети. Достигнув Ацкури, апостол выбрал один дом близ главного капища города и поселился в нём. В то время там царствовала одна вдова, имевшая единственного сына, которого любила более всего в мире, который был единственным наследником её царства. К несчастью, сын вдовы скончался незадолго до прихода апостола в Ацкури.
Во время пребывания апостола Андрея в Ацкури произошло несколько чудес — главным из которых является воскрешение сына вдовы и уничтожение статуй языческих богов. Затем, поставив новообращённым епископа, иереев и диаконов, святой Андрей хотел уже отправиться в другие страны, однако царица и её подданные просили Андрея не оставлять их или же оставить им нерукотворную икону Божьей Матери. Оставленную Святым Андреем икону поставили в новом храме, воздвигнутом в честь Богородицы.
Вскоре после описываемых событий Андрей отправился на юг Грузии, в Нигли, Кларджети и в Артан-Панкола, где он после долгой проповеди обратил в христианство жителей тех мест и крестил их. Затем он возвратился в Иерусалим на праздник Пасхи.
После Пятидесятницы святой Андрей взял с собой апостола Симона Кананита, Матфея, Фаддея и других. С ними он отправился первоначально к царю Авгарю, где, проповедав слово Божие и крестив жителей, оставил апостола Фаддея для утверждения новой Церкви. Прочие же, обходя с проповедью города и села Каппадокии и Понта, достигли наконец Картли (Карталинской стран) (Иверии). Далее, они прошли часть Мтиулетской земли до реки Чорохи.
Затем апостолы посетили Сванети, в правление вдовствующей царицы, жены убитого Понтийского царя Поламона Пифодоры, которая со многими подданными приняла христианство и была крещена самим Андреем. В Сванети при царице остался апостол Матфей с прочими учениками для утверждения новоосвещенных в христианстве, как свидетельствует об этом блаженный Иероним.
Из Сванети Андрей вместе с Симоном Кананитом отправился в Осетию, где достиг города Фостафора. Здесь апостолы многих обратили в христианство. Оставив Осетию, они пошли в Абхазию и достигли города Севасти (ныне Сухуми), где также обратили многих. Тут Андрей оставил апостола Симона Кананита с другими для утверждения новообращённых, сам же отправился в землю джикетов. Джикеты не приняли христианства, и, более того, сам апостол едва не был убит. Оставив их, Андрей отправился в Верхний Суадаг.
Жители Верхнего Суадага приняли религию от апостола. Отсюда он отправился к верхним берегам Чёрного моря, посещая города и села, и наконец достиг города Патры в Ахаи, где и принял смерть на кресте от анфипата Эгеата в 55 году.
Вера, проповедуемая святым Андреем и оставшимися после его ухода апостолами, стала укореняться в народе. Адерки, или Фарсман I, воцарившийся в Картли (Иберии) за три года до нашей эры и управлявший страной шестьдесят три года, услышал о том, что его подданные обратились от язычества к христианству, и начал гонения на христиан. Многие из них во время этого гонения приняли мученичество вместе с апостолом Симоном Кананитом. Христианство, подавленное по-видимому неистовством царя, в действительности все-таки не было побеждено: оставались христиане, скрывавшиеся в горах и лесах, имевшие места общих собраний и молитв. Вскоре могила Симона Кананита, находящаяся в горах Абхазии близ Сухуми, сделалась предметом глубокого почитания.
Со времени этого гонения почти полвека Иберия не получала более ниоткуда проповедников Христианства и не имела руководителей, которые бы утверждали новопрообращённых в их исповедании.
По мнению историка Грузинской церкви Михаила Сабинина:
«Думаем, что эти предания имеют такое же право быть выслушанными и принятыми в соображение, как и предания других Церквей (например, Греческой, Русской, Болгарской и др.), и что факт непосредственного апостольского основания Грузинской Церкви может быть доказан на основании этих преданий с такою же степенью вероятности, с какою он доказывается и относительно других Церквей, на основании подобных же фактов»
Уже в 100 г. священномученик Климент, епископ Римский, сосланный императором Траяном в безлюдные места Тавриды, творением чудес и наставлениями помогал многим колхидцам остаться верными Христианству. По мнению Михаила Сабинина между семьюдесятью церквями, построенными святым ещё при его жизни на берегах Чёрного моря, была и Колхидская.

Между тем, окончательное утверждение христианства и то, что оно стало господствующей религией, 
было плодом долговременной и усердной проповеди апостола всея Грузии, святой просветительницы, блаженной матери Нины 

### Христианство как государственная религия
Как отмечает немецкий востоковед Ясмин Дум-Трагут, на момент Никейского собора 325 года высшим иерархическим саном Иберии был глава Армянской церкви Григорий Просветитель, которому последовали его сын Аристакес и внук Григорис. В «Обращении Картли» первый епископ Мцхеты Иоанн I (335—363) упоминается сразу после смерти Григориса между 330 и 335 годами. Сын и преемник Григора Просветителя Аристакес был послан в Никейский собор не только как представитель Армянской церкви, но и как епископ Иберии и Албании. Таким образом в этот период как Албания так и Иберия находились, по выражению Дум-Трагут, «под иерархическим зонтиком Армянской церкви».
В период между 318 и 337 годами, скорее всего в 324—326 годах трудами святой равноапостольной Нины христианство стало государственной религией Грузии. Церковная организация находилась в пределах Антиохийской церкви.
При царе Вахтанге I обрела некоторую автономию от Антиохии, с центром в Мцхета.
В 609 году Церковь в Грузии приняла решения Халкидонского собора (на Двинском соборе в 506 году грузины вместе с армянами приняли Энотикон), таким образом обособившись от Армянской церкви. Согласно Дум-Трагут, до этого раскола, и номинально и фактический церковно-иерархическое верховенство над церковью Иберии принадлежал армянскому католикосу.
При Сассанидах (VI—VII века) выдержала борьбу с персидскими огнепоклонниками, а в период турецких завоеваний (XVI—XVIII века) — с исламом. Эта изнурительная борьба привела к упадку грузинского Православия и утере церквей и монастырей на Святой земле.

### Грузинский экзархат Российской церкви
В 1801 году Грузия вошла в состав Российской империи. Грузинская церковь представляла собой огромное феодальное хозяйство в безраздельном распоряжении католикоса, что контрастировало с огосударствленным статусом Церкви в России, ставшей в результате реформ управления и финансирования, проведённых императорами в XVIII веке, ответвлением Департамента духовных дел и лишённой свойственной ей канонических прав и патриарха. По проекту, разработанному главноуправляющим генералом Александром Тормасовым и представленному Александру I в 1811 году, в Восточной Грузии вместо 13 епархий учреждались две: Мцхетско-Карталинская и Алавердско-Кахетинская. 21 июня 1811 года Святейший синод снял католикоса-патриарха Антония II с должности.
С 30 июня 1811 года до марта 1917 года (де-факто) Церковь в Грузии имела статус Грузинского экзархата Российской церкви. Патриархат был явочным порядком упразднен. Первым экзархом 8 июля 1811 года стал Варлаам (Эристави) (30 августа 1814 — 14 мая 1817). А 30 августа 1814 года был упразднён также и Абхазский католикосат, включённый в состав Грузинского экзархата. После Варлаама (Эристави) экзархи назначались из епископов-негрузин, что нередко приводило к трениям с местным духовенством и эксцессам, как то, экзарх Никон (Софийский) был убит 28 мая 1908 года в здании Грузинско-Имеретинской синодальной конторы.
В 1811 году Грузинский экзархат охватил территорию грузинских исторических областей Картли и Кахети в Восточной Грузии, которые вошли в состав Мцхетско-Карталинской и Алавердско-Кахетинской епархий. В 1815 году в состав экзархата была включена Церковь на территории Имерети в Западной Грузии (Имеретинская обл.; с 1846 Рачинский, Шорапанский, Кутаисский уезды Кутаисской губ.; Имеретинская епархия); в 1828 году — Гурии в Западной Грузии (Озургетский уезд; Гурийско-Мингрельская епархия). В 1829 году с вхождением в состав Российской империи Южной Грузии (Самцхе-Саатабаго) в Карталинско-Кахетинскую епархию Грузинского Экзархата вошли Ахалкалакский и Ахалцихский уезды. В 1830 года был присоединен Саингило в Восточной Грузии (Джаро-Белоканская область; Карталинско-Кахетинская епархия); в 1857 году — Сванети и Одиши в Западной Грузии (Лечхумский, Зугдидский и Сенакский уезды; Гурийско-Мингрельская епархия). В 1851 году была образована Абхазская епархия (с 1885 Сухумская; Сухумский и Черноморский округа). В 1878 году в состав экзархата вошли территории Юго-Западной Грузии (Аджария, Шавшети, Кларджети, Имерхеви, Кола, Артаани, Олтиси; Артвинский, Батумский и Ольтинский округа).

### Восстановление автокефалии. Новейший период
12 марта (25 марта) 1917 года на Мцхетском Соборе была провозглашена автокефалия Грузинской Церкви; блюстителем престола Католикоса был избран епископ Гурийско-Мингрельский Леонид (Окропиридзе). Последний 13 марта уведомил Экзарха Грузии архиепископа Карталинского-Кахетинского Платона (Рождественского) о его смещении с кафедры, что не было признано Русской православной церковью.
27 марта 1917 года Временное правительство признало автокефалию Грузинской Церкви в принципе. 10 июля 1917 года совместное заседание Временного правительства и Синода постановило учредить Кавказский экзархат для добровольного вхождения в него русских приходов Тифлисской, Елизаветпольской, Бакинской, Эриванской, Кутаисской, Черноморской губерний и Карской, Батумской областей, Артвинского, Закатальского и Сухумского округов. Епископом в Тифлисе был назначен Феофилакт (Клементьев), вскоре удалённый грузинскими архиереями из Грузии.
Московский патриарх Тихон своим посланием от 29 декабря 1917 года к Католикосу Кириону II (Садзаглишвили), избранному на Соборе в сентябре 1917 года, осудил самочинный характер восстановления автокефалии Грузинской Церкви. Общение между Московским Патриархатом и Грузинской Церковью было прервано.
В 1927 году Грузинская церковь перешла на новоюлианский календарь, но под давлением верующих должна была «отложить» своё решение. В том же году Грузинская церковь вступила с общение с обновленцами. 30 января — 5 февраля 1927 года в Москве состоялось Общее собрание членов обновленческого Священного Синода Православных церквей на территории СССР. Члены Общего собрания слушали заключение Комиссии по делам Грузинской церкви. Комиссия, под председательством митрополита Московского Серафима, и в составе митрополита Закавказского Петра, митрополита Северо-Кавказского Константина, митрополита Кубано-Черноморского Михаила, архиепископа Владикавказского Петра и протоиерея Терекской области М. А. Князевского рассмотрела следующие документы: послание святейшего Католикоса-Патриарха Всея Грузии Леонида (Тифлис 1920 год), письмо заместителя Католикоса-Патриарха Грузии митрополита Христофора Урбнисского от 28 января 1925 года, ответ Священного Синода митрополиту Христофору от 6 апреля 1925 года, от Священного Синода Патриарху Грузии от 2 ноября 1925 года, письмо Католикоса и Патриарха Грузии Амвросия от 12 декабря 1925 года, от Священного Синода Патриарху Амвросию от 12 ноября 1926 года, доклад священному Синоду Закавказского Митрополитанского Управления от 4 января 1927 года, постановление Св. Синода от 11 января 1927 года, отчет о положении Закавказской митрополии от 9 февраля 1927 года, отчет Священному Синоду за Католикоса-Патриарха митрополита Сухумского Христофора и управляющего делами Временного Управления Грузинской Церкви преп. М. Нацвлишвили от 10 февраля 1927 года и заключила: принимая во внимание древность Грузинской церкви (с начала IV века), и стойкость в борьбе с иноверием, её многочисленность (до 2 миллионов членов), её автокефальность в прошлом (с 1053—1810 г.), объявленное решение Св. Синода предоставить национальностям СССР свободу в устроении своей церковной жизни признать неоспоримость прав Грузинской церкви на автокефалию и представить на утверждение общего собрания членов Священного Синода следующее своё постановление: автокефалию Грузинской церкви признать. Епархии Тбилисскую и Сухумскую не считать… в составе Св. Синода. Вопрос об их передаче решить по отношению с Католикосом Грузии, о том, чтобы Русские православные приходы сохранили Русский уклон церковной жизни. Означенное заключение Комиссии общим собранием Членов Священного Синода принято единогласно. Во исполнение сего, Священный Синод 3 февраля 1927 года постановил: составить особый Акт по делу признания Автокефалии Грузинской церкви и препроводить его Восточным Православным Патриархам… Грузинской церкви молитвенным положением: да процветает на вечные времена древнейшая христианская автокефалия Грузинской церкви в союзе мира и любви со всею Православной Христовой церковью"
31 октября 1943 года, в Сионском кафедральном соборе в Тбилиси, архиепископ Ставропольский и Пятигорский Антоний (Романовский), командированный патриархом Московским Сергием, совершил совместную литургию с католикосом-патриархом Каллистратом. 19 ноября 1943 года решением Синода РПЦ «молитвенное и евхаристическое общение между обеими автокефальными Церквами-Сестрами, Русской и Грузинской» было признано восстановленным; при этом Синод РПЦ мотивировал своё решение ссылкой на 17-е правило Халкидонского собора, разъясняя что, «по церковным правилам (Всел. IV, 17 и др.) церковные границы должны следовать за государственными».
В 1997 году Грузинская церковь вышла из Всемирного совета церквей.

## Современное устройство и управление
Согласно Уставу ГПЦ от 1995 года, высший орган власти в ГПЦ — поместный собор Грузинской церкви (также именуемый Священным синодом Грузинской церкви), а в межсоборный период — Католикос-патриарх Грузии; с 23 декабря 1977 года — Илия II.
В настоящее время ГПЦ имеет 49 епархий как в Грузии, так и за её пределами. Абхазская епархия после 1992 года де-факто не входит в состав Грузинской Церкви. Также существует каноническая неурегулированность в Южной Осетии, где, по утверждению Католикоса Илии II (2007), «присутствуют представители Русской зарубежной церкви».
Число членов ГПЦ по состоянию на 2018 год оценивалось в 3 млн человек.

### Епархии в Грузии и вне Грузии
| #  | Название                                                                          | Кафедра                    | Создана | Правящий архиерей: |
| -- | --------------------------------------------------------------------------------- | -------------------------- | ------- | --- |
| 1  | Мцхетская и Тбилисская епархия груз. მცხეთა-თბილისის ეპარქია                      | Мцхета и Тбилиси           |         | Святейший и Блаженнейший Католикос-Патриарх Грузии, Архиепископ Мцхета-Тбилиси и митрополит Пицунды и Цхум-Абхазети Илия II.                                                                        |
| 2  | Пицундская и Сухумо-Абхазская епархия груз. ბიჭვინთისა და ცხუმ-აფხაზეთის ეპარქია  | Сухум и Бичвинта (Пицунда) |         | Святейший и Блаженнейший Католикос-Патриарх Грузии, Архиепископ Мцхета-Тбилиси и митрополит Пицунды и Цхум-Абхазети Илия II.                                                                        |
| 3  | Алавердская епархия груз. ალავერდის ეპარქია                                       | Алаверди                   |         | Давид (Махарадзе), митрополит Амба-Алавердский. |
| 4  | Ахалкалакская и Кумурдойская епархия груз. ახალქალაქისა და კუმურდოს ეპარქია       | Ахалкалаки и Кумурдо       |         | Николай (Пачуашвили), митрополит Ахалкалакский и Кумурдский. |
| 5  | Ахалцихская и Тао-Кларджетская епархия груз. ახალციხისა და ტაო-კლარჯეთის ეპარქია  | Ахалцихе и Сапара          |         | Феодор (Чуадзе), митрополит Ахалцихский и Тао-Кларджетский. |
| 6  | Батумская и Лазская епархия груз. ბათუმისა და ლაზეთის ეპარქია                     | Батуми и Кобулети          |         | Димитрий (Шиолашвили), митрополит Батумский и Лазетский |
| 7  | Бодбийская епархия груз. ბოდბის ეპარქია                                           | Бодбэ                      |         | Иаков (Якобашвили), архиепископ Бодбийский |
| 8  | Болнисская епархия груз. ბოლნისის ეპარქია                                         | в Болниси                  |         | Ефрем (Гамрекелидзе), архиепископ Болнисский |
| 9  | Боржомская и Бакурианская епархия груз. ბორჯომისა და ბაკურიანის ეპარქია           | Боржоми                    |         | вдовствующая |
| 10 | Ванская и Багдатская епархия груз. ვანისა და ბაღდათის ეპარქია                     | Багдати и Вани             |         | Антоний (Булухия), митрополит Ванский и Багдатский |
| 11 | Гардабанская и Марткопская епархия груз. გარდაბნისა და მარტყოფის ეპარქია          | Марткопи                   |         | Иоанн (Шомахия), епископ Гардабанский и Марткопский |
| 12 | Горийская и Атенская епархия груз. გორისა და გორის ეპარქია                        | Гори, Каспи                |         | Андрей (Гвазава), митрополит Горийский и Атенский |
| 13 | Гурджаанская и Велисцихская епархия груз. გურჯაანისა და ველისციხის ეპარქია        | Гурджаани                  |         | Евфимий (Лежава), епископ Гурджаанский и Велисцихский |
| 14 | Дманисская и Агарак-Таширская епархия груз. დმანისის და აგარაკ-ტაშირის ეპარქია    | Дманиси                    |         | Зинон (Иараджули), архиепископ Дманисский и Агарак-Таширский |
| 15 | Зугдидская и Цаишская епархия груз. ზუგდიდისა და ცაიშის ეპარქია                   | Зугдиди и Цаиши            |         | Герасим (Шарашенидзе), митрополит Зугдидский и Цаишский, хорепископ католикоса-патриарха |
| 16 | Кутаисская и Гаэнатская епархия груз. ქუთაის-გაენათის ეპარქია                     | Кутаиси и Гелати           |         | Иоанн (Гамрекели), митрополит Кутаисский и Гаетантский |
| 17 | Манглисская и Тетрицкаройская епархия груз. მანგლისისა და წალკის ეპარქია          | Манглиси и Цалка           |         | Анания (Джапаридзе), митрополит Манглисский и Цалкский |
| 18 | Маргветская и Убисская епархия груз. მარგვეთის და უბისის ეპარქია                  | Зестафони                  |         | Мелхиседек (Хачидзе), епископ Маргветский и Зестафонский |
| 19 | Марнеулская и Худжабская епархия груз. მარნეულისა და ხუჯაბის ეპარქია              | Марнеули                   |         | Георгий (Джамделиани), епископ Марнеулский и Худжабский |
| 20 | Местийская и Верхне-Сванетская епархия груз. მესტიისა და ზემო სვანეთის ეპარქია    | Местия                     |         | Иларион (Китиашвили), митрополит Местийский и Верхне-Сванетский |
| 21 | Некресская епархия груз. ნეკრესის ეპარქია                                         | Некреси и Кварели          |         | вдовствующая |
| 22 | Никорцминдская епархия груз. ნიკორწმინდის ეპარქია                                 | Никорцминда                |         | Вахтанг (Липартелиани), епископ Никорцминдский |
| 23 | Ниноцминдская и Сагареджойская епархия груз. ნინოწმინდისა და საგარეჯოს ეპარქია    | Ниноцминда и Сагареджо     |         | Лука (Ломидзе), епископ Ниноцминдский и Сагареджойский |
| 24 | Никозская и Цхинвальская епархия груз. ნიქოზისა და ცხინვალის ეპარქია              | в Никози и Цхинвали        |         | Исаия (Чантурия), митрополит Никозский и Цхинвальский |
| 25 | Потийская и Хобская епархия груз. ფოთისა და ხობის ეპარქია                         | Поти                       |         | Григорий (Бербичашвили), митрополит Потийский и Хобский |
| 26 | Руставская епархия груз. რუსთავის ეპარქია                                         | Рустави                    |         | вакантна |
| 27 | Самтависская и Каспская епархия груз. სამთავისისა და კასპის ეპარქია               | Гори, Каспи                |         | вдовствующая |
| 28 | Сенакская и Чхороцкуйская епархия груз. სენაკისა და ჩხოროწყუს ეპარქია             | Сенаки и Чхороцку          |         | Шио (Муджири), митрополит Сенакский и Чкороцкуйский |
| 29 | Стефанцминдская и Хевская епархия груз. სტეფანწმინდისა და ხევის ეპარქია           | Стефанцминда               |         | Иегудиил (Табатадзе), архиепископ Стефанцминдский и Хевский |
| 30 | Сурамская и Хашурская епархия груз. ხაშურისა და სურამის ეპარქია                   | Хашури                     |         | Симеон (Цакашвили), епископ Сурамский и Хашурский |
| 31 | Схалтская епархия груз. სხალთის ეპარქია                                           | Схалта                     |         | Спиридон (Абуладзе), архиепископ Схалтский |
| 32 | Тианетская и Пшав-Хевсурская епархия груз. თიანეთისა და ფშავ-ხევსურეთის ეპარქია   | Тианети                    |         | Михаил (Габричидзе), епископ Тианетский и Пшав-Хевсуретский |
| 33 | Ткибульская и Терджольская епархия груз. ტყიბულისა და თერჯოლის ეპარქია            | Ткибули                    |         | Георгий (Шаламберидзе), митрополит Ткибульский и Терджельский |
| 34 | Урбнисская и Руисская епархия груз. ურბნისისა და რუისის ეპარქია                   | Урбниси, Руиси, Карели     |         | Иов (Акиашвили), митрополит Урбнисский и Руисский |
| 35 | Хонская и Самтредская епархия груз. ხონისა და სამტრედიის ეპარქია                  | Хони                       |         | Савва (Гигиберия), митрополит Хонский и Самтредский |
| 36 | Хорнабуджская епархия груз. ხორნაბუჯისა და ჰერეთის ეპარქია                        | Дедофлисцкаро              |         | вдовствующая |
| 37 | Цагерская и Лентехская епархия груз. ცაგერისა და ლენტეხის ეპარქია                 | Цагери                     |         | Стефан (Калаиджишвили), архиепископ Цагерский и Лентехский |
| 38 | Цалкская епархия груз. წალკის ეპარქია                                             | Цалка                      |         | Григорий (Кация), епископ Цалкиский |
| 39 | Цилканская и Душетская епархия груз. წილკნისა და დუშეთის ეპარქია                  | Цилкани                    |         | Зосима (Шиошвили), митрополит Цилканский и Душетский |
| 40 | Чиатурская и Сачхерская епархия груз. ჭიათურისა და საჩხერის ეპარქია               | Чиатура                    |         | Даниил (Датуашвили), митрополит Чиатурский и Сачхерский |
| 41 | Чкондидская епархия груз. ჭყონდიდის ეპარქია                                       | Мартвили                   |         | в/у Стефан (Калаиджишвили) |
| 42 | Шемокмедская епархия груз. შემოქმედის ეპარქია                                     | Шемокмеди и Озургети       |         | Иосиф (Киквадзе), митрополит Шемокмедский |
| 43 | Западноевропейская епархия груз. დასავლეთ ევროპის ეპარქია                         |                            | 2002    | Авраам (Гармелия), епископ Западноевропейский |
| 44 | Великобританская и Ирландская епархия груз. დიდი ბრიტანეთისა და ირლანდიის ეპარქია | Лондон                     | 2009    | Святейший и Блаженнейший Католикос-Патриарх Грузии, Архиепископ Мцхета-Тбилиси и митрополит Пицунды и Цхум-Абхазети Илия II, временно управляющий грузинскими приходами в Великобритании и Ирландии |
| 45 | Северо-Американская епархия груз. ჩრდილოეთ ამერიკისა და კანადის ეპარქია           | Лос-Анджелес               |         | Савва (Инцкирвели), епископ Северо-Американский |
| 46 | Южно-Американская епархия груз. სამხრეთ ამერიკის ეპარქია                          | ----                       |         | Николай (Пачуашвили), управляющий грузинскими приходами в Южной Америке |
| 47 | Австралийская епархия груз. ავსტრალიის ეპარქია                                    | ----                       |         | Шио (Муджири), управляющий грузинскими приходами в Австралии |
| 48 | Австрийская и Германская епархия груз. ავსტრიისა და გერმანიის ეპარქია             | ----                       | 2014    | Герасим (Шарашенидзе), управляющий грузинскими приходами в Австрии и Германии |
| 49 | Бельгийская и Голландская епархия груз. ბელგიისა და ჰოლანდიის ეპარქია             | ----                       | 2014    | Досифей (Богверадзе), епископ Бельгийский и Голландский |

## Отношения с Московским патриархатом и вопрос юрисдикции в Абхазии и Ю. Осетии
Храм Георгия Победоносца в Грузинах является подворьем Грузинской православной церкви при Московском патриархате и духовным центром грузинской диаспоры в Москве, где ведутся службы на грузинском и русском языках по соглашению между патриархами Русской и Грузинской церквей.
Официальный представитель Московского патриархата протоиерей Всеволод Чаплин в августе 2008 года в связи с войной в Грузии заявил: «Политические решения не определяют вопросы о церковных юрисдикциях и сферах пастырской ответственности. Эти вопросы должны решаться на каноническом поле в ходе диалога между двумя Церквами».
9 ноября 2008 года председатель Отдела внешних церковных связей Московского патриархата (ОВЦС) митрополит Кирилл (Гундяев) в интервью каналу «Вести» сказал, в частности, об «Аланской епархии»: «Нужно сказать, что это не просто раскольническая как бы епархия, а дело в том, что архиерейское рукоположение руководитель этой епархии получил от греческих старостильников. [— Это тоже непризнанная иерархия] Совершенно верно, от так называемого Киприяновского синода. Вся деятельность этого синода в отношении России направлена на ослабление Русской Православной Церкви. И что же получается: с одной стороны, русские солдаты пролили кровь за осетинский народ, за то, чтобы защитить Южную Осетию, а с другой стороны, духовные лидеры этой страны находятся в юрисдикции раскольнической церкви, которая главной своей целью ставит разрушение единства Русской Православной Церкви. Но так же не бывает. Поэтому первое, что необходимо сделать, это, конечно, решить вопрос с этой раскольнической юрисдикцией».
12 сентября 2009 года во время заседания дискуссионного клуба «Валдай» позиция Московского патриархата по вопросу о территории Грузинской церкви была подтверждена председателем ОВЦС архиепископом Иларионом (Алфеевым).

## Памятники грузинской церковной книжности
Первыми произведениями Грузинской церковной литературы, дошедшими до нас, считаются переводы книг Священного Писания, которые отличаются совершенством литературного стиля. Вскоре после христианизации Грузии зародилась агиографическая (мартирологическая и житийная) литература, в которой подробно освещается борьба грузинского народа против иноземных захватчиков. На протяжении многих лет считалось, что древнейший дошедший до нас памятник оригинальной грузинской литературы — «Мученичество святой царицы Шушаник» (груз. წამებაჲ წმიდისა შუშანიკისი დედოფლისაჲ). Временем создания считается период между 476 и 483 годами; самая ранняя сохранившаяся рукопись восходит к X веку. Автор сочинения — Яков Цуртавели, современник и участник описанных событий. Однако сегодня существует мнение, что самым ранним грузинским произведением является «Житие святой Нины» (груз. წმინდა ნინოს ცხოვრება. Другое раннее агиографическое произведение — «Мученичество Або Тбилели», написанное Иоанном Сабанисдзе в 786—790 годах.
Сравнительно позже появились произведения житийной грузинской литературы, такие как «Житие Серапиона Зарзмели» Василия Зарзмели (вторая половина X века) и «Житие Григория Хандзтели» Георгия Мерчуле (951). «Житие Григория Хандзтели» является одним из лучших агиографическо-национальных произведений грузинской литературы.
К X веку расцвета достигает грузинская гимнография, один из видов религиозной поэзии. Первые памятники грузинской гимнографии датируются VIII—IX веками. В X веке уже существовал огромный сборник песнопений, снабжённый нотными знаками. Помимо византийской ямбики, грузинские церковные поэты использовали размеры грузинской народной поэзии. Самым известным произведением грузинской гимнографии является «Похвала и славословие грузинского языка», написанное подвижником Саввинского монастыря в Иерусалиме.
В XI—XII веках развивается церковно-философская и богословская литература.
- Средневековые грузинские рукописи
- Адишское Четвероевангелие (лист с канонами Евсевия)
- Святой Лука и святой Иоанн, Адишское четверокнижье
- Алавердское Евангелие, XI век
- Мартвильское Евангелие, XI век

- Страница из Гелатского Евангелия, XII век
- Страница из Моквского Евангелия, XI век
- Воскрешение Лазаря, 1030 год
- Страница из Ванского Евангелия, XII век

## Учебные заведения
- Гелатская духовная академия
- Кутаисская духовная семинария
- Тбилисская духовная академия